# At the Heart of Winter
At the Heart of Winter este cel de-al cincilea album de studio al formației Immortal. Cu ocazia lansării acestui album Immortal și-a dezvăluit noul logo (cel folosit și în prezent), iar pentru prima dată pe copertă nu mai apar membrii formației.
Albumul marchează o schimbare a stilului muzical, elementele thrash metal fiind evidente; această tendință de fuziune între black și thrash va fi prezentă și pe următoarele albume.
Revista Terrorizer a clasat At the Heart of Winter pe locul 6 în clasamentul "Cele mai bune 40 de albume ale anului 1999".

## Lista pieselor
1. "Withstand The Fall Of Time" - 08:30
2. "Solarfall" - 06:02
3. "Tragedies Blows At Horizon" - 08:56
4. "Where Dark And Light Don't Differ" - 06:45
5. "At The Heart Of Winter" - 08:00
6. "Years Of Silent Sorrow" - 07:54

## Personal
- Abbath Doom Occulta - vocal, chitară, chitară bas, sintetizator
- Demonaz Doom Occulta - versuri
- Horgh - baterie